# Резолюция 155 на Съвета за сигурност на ООН
Резолюция 155 на Съвета за сигурност на ООН е приета на 23 август 1960 г. по повод кандидатурата на Кипър за членство в ООН. С Резолюция 155 Съветът за сигурност препоръчва на Общото събрание на ООН Кипър да бъде приет за член на Организацията на обединените нации.